# Josef Mickl (Ingenieur)
Josef Mickl (serbisch-kyrillisch Јосип Микл) (* 1885 in Klagenfurt; † 25. August 1965 ebenda) war Luftfahrt- und Maschinenbauingenieur, Pilot (Flugzeugführer), Konstrukteur von Wasserflugzeugen in Österreich-Ungarn und dem Königreich Jugoslawien, sowie ein Mitglied des Projektteams Porsche.

## Biographie
Josef Mickl wurde 1885 in Klagenfurt geboren. Er studierte in Graz und Wien. Nach dem Studium lebte und arbeitete er in Pola (Pula), Wien, Novi Sad, Zemun und Stuttgart. In den Ruhestand ging er als angesehener Luftfahrtingenieur am 25. August 1950. Er starb 1965 im Alter von 80 Jahren. Am Ende seines Lebens schrieb er: „Ich habe versucht, während eines von vielen Enttäuschungen aber auch von Erfolgen begleiteten Ingenieurlebens in mir eine glückliche Synthese zwischen Künstler, Schlossergesellen und Gelehrten zu erzielen. Ich versuchte, soweit es meine beschränkte Erkenntnisfähigkeit zuließ, die Großtaten der erlauchten Naturwissenschaftler und Mathematiker aus Vergangenheit und Gegenwart zu verstehen und gebührend zu würdigen, um sich demütig zurechtzufinden in der geheimnis- und wunderträchtigen Welt zwischen Atomkern und Universum.“

### Arbeiten in Österreich
Er war ein Pionier der österreichisch-ungarischen Luftwaffe. 1910 hat er mit der Konstruktion der ersten Wasserflugzeuge (Mickl-Flugzeuge) im Arsenal in Pula begonnen. Im Juli 1912 konnte das erste österreichisch-ungarische Seeflugzeug der k.u.k. Marineluftwaffe (MLW) als „Marineapparat I“ ausgeliefert werden. Bis zum Ersten Weltkrieg entwickelte J. Mickl drei verschiedene Wasserflugzeugtypen mit Motoren geringer Leistung. Zwischen 1914 und 1918 folgten weitere fünf Wasserflugzeugtypen unterschiedlicher Kategorien. Das stückzahlmäßig erfolgreichste Modell stammte dabei aus der Serie für die österreichisch-ungarische MLW. Am 4. Juni 1915 bestand Mickl als der siebte Wasserflugzeugführer die entsprechenden Prüfungen. Vor und während des Ersten Weltkriegs arbeitete er als Leiter des Konstruktionsbüros von Wasserflugzeugen innerhalb der ÖFFAG.
Durch den Friedensvertrag von Saint-Germain (10. September 1919) wurde Österreich untersagt Flugzeuge zu produzieren und eine Luftwaffe zu unterhalten. Dadurch verlor auch Mickl seine Anstellung. Eine neue Herausforderung bot sich ihm im Bauamt der Fabrik von Austro-Daimler. Der damalige Chef war der berühmte österreichische Automobil-Designer Ferdinand Porsche. Zusammen mit F. Porsche arbeitete Mickl an der Struktur und dem Motor der berühmten Sascha-Rennwagen.

### Arbeiten in der Luftwaffe des Königreichs Jugoslawien
Auf Einladung des Generals Milan Emil Uzelac, Chef der Abteilung Luftwaffe im Ministerium des Heeres und der Marine des Königreichs SHS/Jugoslawien, arbeitete Mickl ab Mitte 1922 als Luftfahrt-Experte und Designer bei der Technischen Flugzeugwartung des Königreich SHS/Jugoslawien. Daneben arbeitete er gemeinsam mit R. Fizir (Luftfahrtingenieur) und einer Gruppe von russischen Emigranten unter der Leitung von N. Žučenko im neugegründeten Luftwaffe Arsenal in Petrovaradin am Aufbau der Serienproduktion der Trainingsflugzeuge Klein- und Mittel-Brandenburg. Unter Eigenregie entwickelte und produzierte er ein Schulwasserflugzeug, welches vom Staat für die Marineluftwaffe (MLW) erworben wurde.

### Arbeiten bei Ikarus
Auf Betreiben von D. Konjovića, quittierte Mikl im Herbst 1923 seine Anstellung im Arsenal und begann eine neue Arbeit in der Fabrik „Ikarus“. Bis 1929 arbeitete er als technischer Direktor und Konstruktionsleiter. Außerdem war er Mitbegründer und Aktionär. 1924 wurden die ersten Flugzeuge des Typs „Ikarus SB“ (Brandenburg Schule) auch bekannt als „Kleine Brandenburg“ ausgeliefert. Zusätzlich entwickelte er zu dieser Zeit einen Schulwasserflugzeug-Prototyp namens „Ikarus SM“ auch „Schimika“ genannt. Im folgenden Jahr wurden bereits 36 Exemplare dieses Typs an die MLW ausgeliefert. Die für Flugzeuge aus Holz sehr lange Lebensdauer von 18 Jahren verdeutlicht die hohe Qualität der Konstruktion sowie der Fertigung.
Im Mai 1926 beendete Mickl die Entwicklung eines zweiten Wasserflugzeugs für das Königreich SHS/Jugoslawien. Dieses war ein Aufklärungsflugzeug namens Ikarus IM (Marineaufklärer) ausgestattet mit einem Motor BMW IVa mit 250 PS. Der Prototyp wurde allerdings auf dem ersten Flug aufgrund eines Pilotenfehlers am 31. Mai 1926 zerstört. Dabei wurden sowohl der Pilot (Ivo Schuman) sowie sein Kopilot getötet. Ebenfalls 1926 entwickelte Mickl den Prototyp eines weiteren Wasserflugzeugs namens "Ikarus IO" (Küstenaufklärer) mit einem Liberty-L-12-Motor mit 400 PS. Insgesamt wurden 37 dieser Wasserflugzeuge zwischen 1928 und 1931 an die MLW geliefert. Die Originalbezeichnungen lauteten IO / Li und sie waren bis April des Jahres 1941 im Dienst.
Das letzte von Mickl bei Ikarus konzipierte Wasserflugzeug war die „Ikarus IM.2“ mit kürzeren unteren Flügeln und dem gleichen Liberty-Motor. Die Flugerprobung dieses Typs wurde Ende 1928 durchgeführt, erfüllte allerdings nicht die Erwartungen der MLW. Bei einem internationalen Wettbewerb in Frankreich im Jahr 1929 enttäuschten die von Mickl konstruierten zweisitzigen zivilen Flugzeuge des Typs „Sivi Soko“. Die auf seiner Arbeit basierenden erfolgreichen Ikarus 5 Flugzeuge, von denen 150 Flugzeuge produziert wurden, entstanden nach dem Verlassen von Ikarus und seiner Rückkehr nach Österreich. Dieser Erfolg ist vor allem auf seine Arbeiten zurückzuführen.

### Arbeiten im Konstruktionsbüro Porsche
Nach seiner Rückkehr nach Österreich holte Ferdinand Porsche den begabten Aerodynamiker und Mathematiker 1931 in das neu gegründete Konstruktionsbüro „Porsche“ in Stuttgart (Porsche Konstruktionen GmbH). Sein Aufgabenbereich umfasste unter anderem die Lösung aerodynamischer Probleme von Rennwagen und Motoren. Unter anderem arbeitete er an den Renn- und Rekordwagen der Auto Union AG und entwickelte die Karosserie des Rekordwagen Mercedes-Benz T 80. 
Mickl befasste sich außerdem mit der Entwicklung von alternativen Energiequellen und meldete zwischen 1926 und 1957 insgesamt 15 Maschinenbaupatente an.

## Flugzeugprojekte

### Flugzeugprojekte in Österreich-Ungarn
- Mickl Nr. 1 – Experimental-Wasserflugzeug mit einem 40-PS-Daimler-Motor, 1 Stück, 1912,
- Mickl Typ A – Schul-Wasserflugzeug mit einem 80-PS-Gnome-Rhone Motor, 3 Stück, 1913,
- Lohner Typ E – Wasserkampfflugzeug- gemeinsames Projekt Etrih, Mickl und Paulal mit einem 100-PS-Gnome-Motor, 1 Stück, 1913.
- Mickl Typ S – Schul-Wasserflugzeug mit einem 80-PS-Gnome-Motor, 7 Stück, 1914–1915,
- Mickl Typ G – Langstreckenaufklärer / Bomber mit drei Motoren Hiro 3 × 200/225/240 PS, 10 Stück, 1915–1916.
- Mickl Typ A100 – Kampf-Wasserflugzeug mit Motor Hiro 200/230 PS, 17 Stück im 1918,
- Mickl Typ A2.100 – Jagd-Wasserflugzeug mit einem 240-PS-Motor, Hiro, 1 Stück, 1918,
- Mickl Type R – Langstreckenaufklärer-Wasserflugzeug mit 345 PS Daimler-Motor, 2 Stück, 1918

### Flugzeugprojekte in Jugoslawien
- Ikarus SM – Schul-Wasserflugzeug Serienproduktion von 1924 bis 1930, 42 Stück hergestellt
- Ikarus IM – Marineaufklärer-Prototyp, 1 Stück, 1926
- Ikarus IO – Küstenaufklärer-Wasserflugzeug Serienproduktion des 1926, produzierte 37 Stück
- Sivi Soko – 1924–1927 Prototyp-Reiseflugzeug, 1 Stück,
- Ikarus IM.2 – Marineaufklärer-Prototyp 1928, 1 Stück.

## Ehrungen
Für seinen Beitrag zur Entwicklung der österreichisch-ungarischen Marineflieger Ingenieur Joseph Mickl hat folgende Auszeichnungen erhalten:
- Ritterkreuz des Franz-Joseph-Orden[5]
- Eine Gasse in Klagenfurt die seinen Namen trägt.[6]